# Egira confusa
Egira confusa là một loài bướm đêm trong họ Noctuidae.